# پیتر آتنسیو
پیتر آتنسیو (به انگلیسی: Peter Atencio) (زاده ۱۵ مارس ۱۹۸۳) یک کارگردان تلویزیونی و فیلم آمریکایی است.